# インターナショナルデザインアカデミー
専修学校インターナショナルデザインアカデミー （略称：IDA）は、沖縄県浦添市牧港に専門課程、那覇市東町に高等課程を置く専修学校。学校法人KBC学園が運営する。
「沖縄で唯一の総合デザイン専門学校」を自称する。高等学校卒業程度を対象とした専門課程と、未来高等学校沖縄学習センター（通信制高等学校スクーリング施設）を併設した高等課程を有する。高等課程のキャンパスは沖縄県那覇市東町1-13-3。

## 教育理念
高度な技能、技術を身に着け、人間性豊かな永久戦力となる人財を育成します。

## 専門課程

### 沿革
- 1992年（平成4年）3月 - 沖縄県知事の認可を受け「インターナショナルデザインアカデミー」を那覇市金城に開校。
- 2001年（平成13年）3月 - 新校舎が浦添市牧港に竣工。

### 学科
- グラフィックデザイン科
  - 観光デザインコース
  - イラストデザインコース
  - グラフィックデザインコース
- デジタルデザイン科
  - 3Dゲームコース
  - 映像デザインコース
  - デジタルミュージックコース
- マンガ科
  - アニメーションコース
  - マンガクリエイターコース
  - キャラクターデザインコース
- インテリア・建築デザイン科
  - 建築デザインコース(3年制)
  - インテリアデザインコース(3年制)
  - 建築デザインコース
  - インテリアデザインコース
- ファッション科
  - ファッションデザインコース
  - ファッションビジネスコース

## 高等課程

### 沿革
- 2007年（平成19年）4月 - 高等課程を那覇市泉崎に開校。学校法人大彦学園（開志学園高等学校）と提携。
- 2008年（平成24年）
  - 8月：まんが甲子園出場（高知県）
  - 12月：学校法人河原学園（未来高等学校）と提携、未来高等学校沖縄学習センター開校。総合学科新設。
- 2009年（平成21年） - 沖縄県高等学校体育連盟加盟、沖縄県高等学校文化連盟加盟。
- 2011年（平成23年）10月 - 第1回琉球ファッションデザイン選手権　高校生の部ファッションデザイン画賞1名受賞、審査員特別賞1名受賞。
- 2012年（平成24年）
  - 2月 - 第64回沖展にてグラフィックデザイン部門入選6名、写真部門入選1名。
  - 4月 - 学校法人河原学園（未来高等学校）と提携、未来高等学校沖縄学習センター開校。総合学科と通信制普通科を新設する。総合学科には、グラフィックデザインコース、マンガコース、ファッションデザインコース、ビジネスコース、ゲーム・Webコースを開設し、通信制普通科には、通信制基本コースと夏季集中スクーリングコース開設した。
  - 8月 - 全国高等学校ファッションデザイン選手権大会　沖縄県代表として出場。
- 2015年（平成27年）
  - 沖縄県専修学校各種学校協会加盟。
  - 5月 - 公益財団法人日本高等学校野球連盟、沖縄県高等学校野球連盟に加盟。専修学校インターナショナルデザイン高等課程と未来高等学校沖縄学習センターを合わせて、加盟の学校名は「KBC学園未来高校沖縄」[1]と登録している。
  - 総合学科にスポーツコース野球専攻を新設する。
  - KBC学園未来高校沖縄野球部の監督に神山昂が就任する。
- 2016年（平成28年）
  - 前新健が校長に就任。
  - 第41回沖縄県高等学校野球1年生大会で優勝。
- 2017年（平成29年）
  - 総合学科にスポーツコースサッカー専攻を新設する。
  - KBC学園未来高校サッカー部の監督に石川研が就任する。
  - 「届け服のチカラ」プロジェクト開始。
- 2018年（平成30年）
  - KBC学園未来高校沖縄が創部4年目で第65回沖縄県春季高等学校野球大会を制し、第142回九州地区高等学校野球大会に初出場[2]。
  - 「おきなわ技能五輪全国大会」において「洋裁」部門にて本戦出場。
  - 「ふくしま復興体験応援事業/ふくしまデザインコンテスト2018」作品展示会開催。
  - ユネスコ世界寺子屋運動に参加。
  - YFU国際ツアーに参加。
  - プロ野球新人選手選択会議（ドラフト会議）において、総合学科スポーツコース（野球専攻）3年 宜保翔（ぎぼ しょう）がオリックス・バファローズから5位指名を受ける。
- 2019年（平成31年・令和元年）
  - 7月：デジタルクリエイションコースが高校生対抗ｅスポーツ大会「STAGE：0（ステージゼロ）」の九州・沖縄ブロックオンライン予選を突破[3]。リーグ・オブ・レジェンド部門にて九州ブロック代表決定戦に出場。また、同大会フォートナイト部門にも出場したが予選敗退だった。
  - 8月快挙！eベースボール全国中学高校生大会全国3位。
  - 12月 - 沖縄県内では高等学校で初めてユネスコスクールに加盟。
  - JICA沖縄国際センターにて県内高校生による「国際交流会」に参加。
  - YFU国際ツアーに参加。
  - 東京オリンピック・パラリンピックホストタウンポスタープロジェクト9月開始。
- 2020年（令和2年）
  - 6月 - 2020沖縄県高等学校野球夏季大会　準優勝。
  - 11月 - 第55回沖縄県高等学校新人ボクシング競技大会ライト級優勝・ウエルター級優勝・団体2位[4]。
  - 12月：第57回沖縄県高等学校ボクシング選手権大会ライト級優勝[5]。
- 2021年（令和3年）
  - 4月 - 総合学科スポーツコースに女子バスケット専攻を新設。
  - NASEF EXTRA Apex Legends Tournaments #2 優勝。
  - 6月 - 野球部総監督神山昴が第103回全国高等学校野球選手権大会「育成功労賞」を受賞[6]。
  - 8月 - 2021STAGE:0 リーグオブレジェンド部門　ベスト8[7]。

### 学科
- 総合学科[8]
  - キャリアデザインコース
  - デジタルクリエイションコース
  - スポーツコース（野球専攻、サッカー専攻、女子バスケット専攻）
- 通信制普通科

## 関連学校
- 未来高等学校
- 開志学園高等学校
- 国際電子ビジネス専門学校
- 沖縄大原簿記公務員専門学校
- インターナショナルリゾートカレッジ
- 沖縄ペットワールド専門学校
- ビューティーモードカレッジ
- エルケア医療保育専門学校

## 著名な出身者
- 宜保翔 - プロ野球選手
- 大城元 - プロ野球選手